# 1107 Lictoria
1107 Lictoria este un asteroid din centura principală, descoperit pe 30 martie 1929, de Luigi Volta.